# Piekarnia Teodora Reicherta w Warszawie
Piekarnia Teodora Reicherta (Rajcherta) – budynek wzniesiony w latach 1918–1927 w stylu eklektyzmu, znajdujący się w warszawskiej dzielnicy Praga-Południe przy ul. Grochowskiej 224 (róg ul. Wiatracznej).

## Opis
Budynek piekarni składa się z korpusu oraz dwóch skrzydeł otaczających mały dziedziniec. Jest to obiekt dwukondygnacyjny, murowany, z dachami dwuspadowymi pokrytymi papą. Piekarnię rozbudowywano, w związku z tym w cegłach zachowane są znaki różnych cegielni. Od czasu obrony Warszawy w 1939 na elewacji od strony ulicy Wiatracznej pozostał ślad po ostrzale artyleryjskim.
Przed II wojną światową piekarnia była uważana za jedną z najlepszych w tej części Warszawy. Teodor Reichert kupował mąkę m.in. w Słodowieckim Młynie Parowym Mayzera i Goldflama przy ul. Marymonckiej. Podczas okupacji niemieckiej przechowywał dokumenty cechowe o dużej wartości historycznej (m.in. przywileje Zygmunta Augusta, Władysława IV i Jana Kazimierza), a w latach 1942–1943 przekazywał chleb organizacjom udzielającym pomocy biednym.
Po wojnie piekarnię przejęła spółdzielnia Społem, następnie Spółdzielnia Piekarsko-Ciastkarska, która ją zamknęła.
W 2012 potomkowie Teodora Rajcherta odzyskali nieruchomość. W tym samym roku budynek wpisano do gminnej ewidencji zabytków pod numerem PPD0611. W 2013 wymagający remontu obiekt został wyłączony z użytkowania, a później wystawiony na sprzedaż. W 2017 elewacje frontowe budynku piekarni Rejcherta zostały wpisane do rejestru zabytków. Wpisanie jedynie fragmentu budowli wynikało z faktu, że wnętrza i wyposażenie zostały wówczas już znacznie przekształcone, a konieczny remont wymagałby dalszej utraty autentyzmu.
W grudniu 2019 Wojewódzki Konserwator Zabytków wyraził zgodę na rozbiórkę budynku piekarni i zastąpienie go pięciopiętrowym budynkiem, do którego zostałyby włączone dwie elewacje piekarni, brama i część ogrodzenia. W lutym 2020 na wniosek Towarzystwa Opieki nad Zabytkami wznowił on postępowanie o wpis do rejestru zabytków nieobjętej wpisem z 2017 części budynku, jednak w marcu 2021 umorzył postępowanie o wpis do rejestru. W tym samym miesiącu interwencję podjął Generalny Konserwator Zabytków, który wstrzymał wykonanie wydanego pozwolenia na rozbudowę. Po wycofaniu się inwestora spadkobiercy właściciela piekarni ponownie wystawili budynek na sprzedaż. W 2023 roku nieruchomość, korzystając z prawa pierwokupu, kupiło miasto (dzielnica Praga-Południe).